# 伊万·乌斯季诺夫
伊万·拉夫连季耶维奇·乌斯季诺夫（俄语：Иван Лаврентьевич Устинов，1920年1月1日—2020年1月15日），前苏联情报官员，中将。

## 早年
1920年1月1日生于苏维埃俄国叶卡捷琳堡省斯维尔德洛夫斯克州。1938年8月参加工作，在内务人民委员部北乌拉尔劳动改造所任职。1939年11月参加工农红军。1942年加入联共（布）。

## 第二次世界大战
1941年6月10日，进入莫吉廖夫的内务学校接受培训。两周后，苏德战争爆发，被部署到西部方面军第6骑兵师（驻比亚韦斯托克）参加作战行动。但随着德军的快速前进，他无法到达该部队。随后返回莫吉廖夫，与后备人员一起撤退。曾经历斯摩棱斯克戰役和维亚济马战役。1942年，任反间谍总局驻第12集团军工作人员。1943年5月，调入第11近卫集团军，曾参加庫圖佐夫行動和行動。1944年4月，任反间谍总局驻第83野战军撤退点负责人。1945年1月，任反间谍总局驻白俄罗斯第三方面军独立坦克团第3支队负责人。整个战争期间，一共发现了近20名德国阿勃維爾安插的间谍。

## 战后
从战后的1945年11月起，任反间谍总局驻波罗的海军区近卫步兵第36军副主任。1951年4月，调至苏军驻德集群工作，任安全部第2总局第3处副主任。1952年11月至1953年3月，任内政部第2总局党委书记。1953年3月至1954年12月，任特别局党委书记。1954年12月至1957年1月，任克格勃第3处主任。
1957年1月回到苏联，任克格勃驻空军第69集团军副主任。1958年8月至1963年7月，克格勃驻近卫坦克第6集团军主任。1963年7月至1966年，克格勃驻远东军区特别局副局长。1966年8月至1968年2月，克格勃驻远东军区特别局局长。1966年12月20日，晋升少将军衔。
1968年至1973年，在苏联克格勃中央任职。1968年2月至1970年9月，任克格勃第三总局副局长。1970年9月4日，升任局长。1971年6月15日，晋升中将军衔。1973年11月被免职。
1973年11月至1981年7月，任克格勃驻苏军驻德集群特别局局长。1981年7月，蘇聯國家計劃委員會安全议题顾问。1991年9月退役。2005年，出版关于军事情报史的著作《比钢铁更坚强》。2008年，再版名为《历史变革的前沿》。
2020年1月15日，在莫斯科去世，終年100歲。葬于特罗耶库罗夫公墓。

## 荣誉
获红旗勋章两枚（1967年10月30日，1976年12月31日），红星勋章三枚（1944年4月30日，1954年11月5日，1985年5月6日），一级卫国战争勋章一枚（1985年3月11日），荣誉勋章一枚，奖章多枚。